# 查理斯·摩爾 (建築師)
查爾斯·威拉德·摩爾（Charles Willard Moore，1925年10月31日—1993年12月16日）是美國建築師、教育家、作家，美國建築師學會院士，1991年美国建築師學會金獎得主，被譽為後現代主義之父，歷任美國普林斯頓大學建築學教授、加州大學柏克萊分校建築系主任、耶魯大學建築學院院長、加州大學洛杉磯分校建築學教授、德州大學奧斯丁分校建築學教授。

## 教育
摩爾於 1947 年畢業於密西根大學，是班上最優秀的學生之一。畢業後，他作為一名建築師工作了數年，在軍隊服役，並在普林斯頓大學師從Jean Labatut教授，獲得碩士和博士學位（1957 年）。他作為博士後研究員又留了一年，並作為建築師路易斯·康的教學助理，後者在一家設計工作室任教。在普林斯頓期間，他結識了建築師羅伯特·文丘里並與之成為朋友。
在普林斯頓期間，摩爾與同學Donlyn Lyndon 、 William Turnbull, Jr. 、 Richard Peters和Hugh Hardy建立了關係。所有人都成為終生的朋友和擁護者，將建築視為一種快樂的、人文的、讓人們更快樂健康的追求。在普林斯頓大學期間，摩爾在加利福尼亞州圓石灘為他的母親設計並建造了一所房子，並在夏季為鄰近蒙特雷的建築師華萊士霍爾姆工作。摩爾的碩士論文探索了保護蒙特雷歷史悠久的土坯住宅並將其融入城市結構的方法。他的博士論文“水與建築”研究了水在塑造場所體驗方面的重要性。這篇論文具有重要意義，其為描寫加斯东·巴舍拉作品的首批建築學術作品之一，後來也用於其書籍《花園詩學》。 

## 職涯
1959 年，摩爾離開普林斯頓大學，前往加州大學柏克萊分校任教。在那裡，他與 Donlyn Lyndon、William Turnbull, Jr. 和Richard Whittaker合作組建了一家頗具影響力的新公司：MLTW。他們是首批支持環境設計的美國建築師之一——非常適合舊金山的城市結構——而不是與城市結構格格不入的嚴酷現代主義建築。當他們被聘請設計一個創新的、對環境敏感的北海岸公寓大樓時，他們對「地方」的敏感性思維部分應用於該計畫中。 海牧場就此成為 20 世紀末最受推崇、最有影響力和最受喜愛的作品之一。 摩爾在 5 年內升任加州大學柏克萊分校建築系的系主任暨正教授。他的作品在紐約建築聯盟（New York's Architectural League）具影響力的展覽“四十歲以下（Forty Under Forty）”中展出，建立“白人和灰色人”作為前衛設計師的競爭陣營。由羅伯特·斯坦恩策劃，此展出最終於 1969 年出版為一本書。
當保羅魯道夫辭去耶魯大學建築學院院長一職時，全國性的協尋最終在 1965 年落在摩爾作為其繼任者。正如斯特恩在他的學校歷史中所觀察到的那樣，摩爾是一位精力充沛但經常引起爭議的領導者，他設法領導度過了一些最動盪但也最具創造力的歲月。他擔任耶魯建築學院院長 5 年，並於 1970 年離職。
摩爾與肯特·布盧默 (Kent Bloomer)於 1967 年創立了耶魯建築計畫，作為向大一學生表述社會責任和揭露建造過程的一種方式。他還推動耶魯大學校長金曼·布魯斯特 (Kingman Brewster)在歷史悠久的校園內舉辦一座新數學大樓的競賽。比賽的結果存在分歧，因為摩爾被視為獲勝建築師羅伯特·文丘里的擁護者。摩爾的許多學生成為了下一代領先的建築師，包括馬克·西蒙、巴茲·尤德爾、杰拉爾德·艾倫、伊麗莎白·普拉特-齊伯克、安德烈斯·杜安尼、大衛·塞勒斯和特納·布魯克斯。 摩爾是實踐中的創新者，經常舉辦設計“研討會”以從客戶那裡獲得見解，他還與他以前的學生一起開創了多合夥人的“手提箱（suitcase）”公司：Centerbrook Architects（康乃狄克州）、Moore Ruble Yudell（洛杉磯）以及 Moore/Anderssen （德克薩斯州奧斯汀）。這也造成摩爾密集全球旅行，以及他搬到加利福尼亞，然後搬到德克薩斯州奧斯汀。

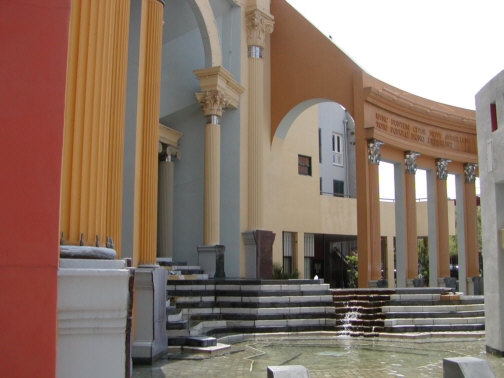
意大利广场，新奥尔良

在耶魯大學期間，摩爾寫了一本有用的住宅設計書籍： The Place of Houses 。 客戶和設計師喜歡它隨和的風格和漂亮的圖畫，尤其是它對“場所營造”的承諾。與 Donlyn Lyndon 一起，Moore 還創辦了Places in Berkeley 雜誌，以闡述關於genius loci 的想法。在他職業生涯的剩餘時間裡，他繼續撰寫論文和書籍，包括在Perspecta具有影響力的“你必須為公共生活買單”（You Have To Pay for the Public Life），其為美國郊區擴張和主題公園興起的最早預測者之一。 1975 年，摩爾搬到加州大學洛杉磯分校建築系繼續任教。最後，在 1985 年，他成為德州大學奧斯汀分校的奧尼爾福特百年建築學教授。 1993 年 12 月 16 日，他因心臟病發在家中去世。
他的最後一本書《身體、記憶和建築》不僅將新的心理學和人類學思想引入設計理論，還預見了今日神經科學和“體現認知”理論之革命。

## 建築物和遺產
摩爾更喜歡大膽、多彩的設計元素，包括醒目的色彩組合、超級圖形、風格折衷主義，以及使用非傳統材料，如塑料、（鍍鋁） PET 薄膜、鉑金瓷磚和霓虹燈招牌。他的作品經常激起覺醒，挑戰規範，並可能傾向於媚俗。其 1960 年代中期在紐黑文的住所，發表在《花花公子》雜誌上，房間中央有一個開放式獨立式淋浴間，水從一朵巨大的向日葵中噴出。他在加利福尼亞州奧林達的房子也很奢侈，床上有一個aedicula ，一棵樹從屋頂長在裡面，自然光線充足。他毫不掩飾地熱愛聖米格爾阿連德、日落大道和迪斯尼樂園主街等地方的路邊鄉土建築。
摩尔更喜欢大胆、多彩的设计元素，包括醒目的色彩组合、超级图形、风格折衷主义，以及使用非传统材料，如塑料、（镀铝） PET 薄膜、铂金瓷砖和霓虹灯标志。他的作品经常激起激情，挑战规范，并可能倾向于媚俗。他在 20 世纪 60 年代中期在纽黑文的住所发表在《花花公子》杂志上，房间中央有一个开放式独立式淋浴间，水从一朵巨大的向日葵中喷出。他在加利福尼亚州奥林达的房子也很奢侈，床上有一个aedicula ，一棵树从屋顶长在里面，自然光线充足。他毫不掩饰地热爱圣米格尔阿连德、日落大道和迪斯尼乐园主街等地方的路边乡土建筑。
他在 MLTW 的早期工作因在住宅建築中發明西海岸地方特色建築而聞名，該住宅建築的特點是陡峭的傾斜屋頂、瓦片外牆和大膽的玻璃區域，包括天窗。摩爾和他的合作夥伴總是引用他們在加利福尼亞州的前輩的影響，特別是灣區先驅，如Bernard Maybeck 、 William Wurster和Joseph Esherick 。整個西海岸的設計師學校都跟隨他們的腳步，為他們的新貴客戶設計了類似棚屋的木製住宅。 
摩爾對客戶的需求也很敏感，為一位盲人夫婦建造了一座富有創意的房子，並設計了幾座教堂。他的城市設計方案是根據背景和歷史量身定制的，他的書中充滿了關於文藝復興時期花園、英國格魯吉亞房屋和意大利廣場等事物的複雜學術。他的旅行總是用彩色幻燈片、素描和紀念品記錄下來，並在他的住所顯著位置展示。摩爾的意大利廣場 ( Piazza d'Italia, 1978) 是新奧爾良的一個城市公共廣場，大量使用了他豐富的設計詞彙，經常被引用為典型的後現代項目。他的大學作品包括達特茅斯學院的胡德藝術博物館、威廉斯學院的威廉斯學院藝術博物館、加州大學柏克萊分校的哈斯商學院、加州大學聖巴巴拉分校的教職員俱樂部、加州大學聖塔克魯茲分校的克雷斯吉學院（於 2020 年拆除）在建造時是美國最具創新性的宿舍建築之一，以及國立東華大學主校區。
這些設計特徵（歷史細節、裝飾、虛構處理、諷刺意味）使摩爾與羅伯特·文丘里、麥可·葛瑞夫、斯坦利泰格曼和查爾斯詹克斯共同成為後現代主義建築的主要支持者之一。
Charles W. Moore Foundation 於 1997 年在德克薩斯州奧斯汀成立，旨在保護摩爾最後的住所和工作室。其非營利性項目包括駐留、會議、講座和旅遊指南 PLACENOTES 的出版。

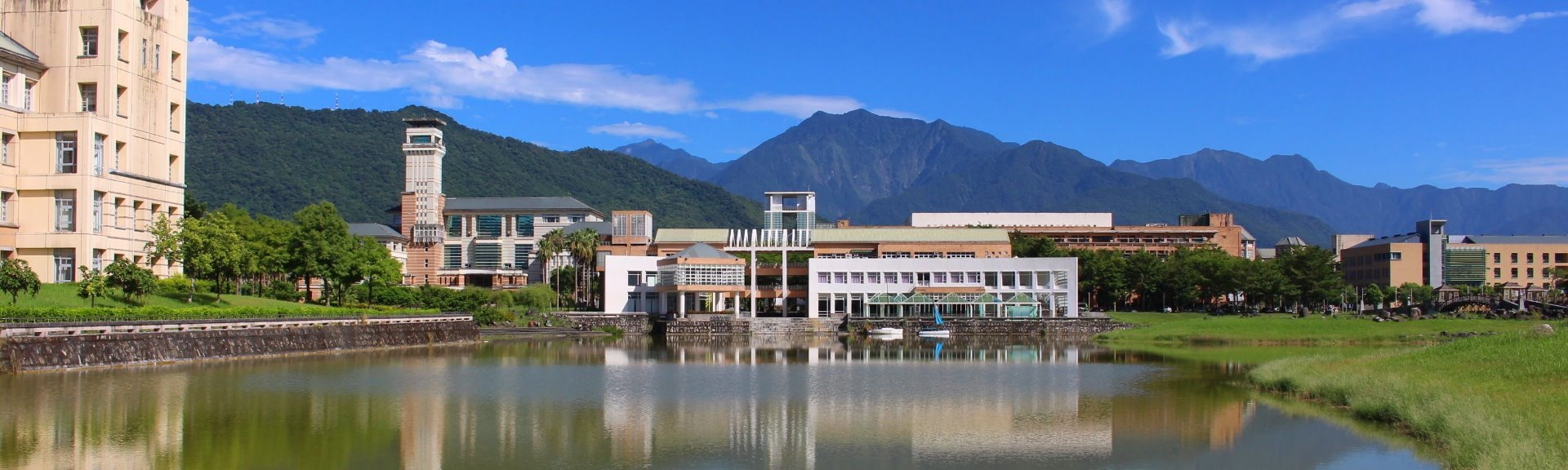
國立東華大學主校區設計（1992）

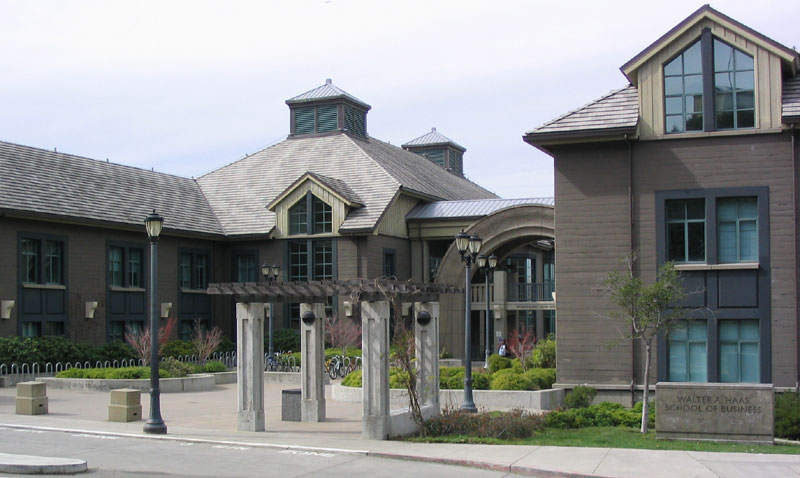
加州大學伯克利分校哈斯商學院。摩爾在1995年此計畫完成前就去世了。

- 加利福尼亚州索诺玛县颇具影响力的Sea Ranch (1963) 规划社区（与景观设计师Lawrence Halprin合作）
- 加利福尼亚州旧金山互助储蓄银行大楼(1964) [19]
- Seaside Professional Building (1959-60) 位于加利福尼亚州的 Seaside，是他的第一座商业建筑（1959-60），自 1991 年以来一直被Monterey County Weekly占用。
- 加州大学圣巴巴拉分校的教师俱乐部 (1968) 与威廉·特恩布尔 (William Turnbull)
- 加州大学圣克鲁兹分校Kresge College (1971)
- Leland Burns House, Pacific Palisades, (1973)（以客厅里的管风琴着称的房子）
- 后现代原型意大利广场(1978)，路易斯安那州新奥尔良的城市公共广场
- 加利福尼亚州布伦特伍德的大卫罗德斯故居（1980 年）（1980 年 12 月刊登在《生活》杂志上）
- 加州大学欧文分校的大学扩展
- 锡达拉皮兹艺术博物馆(1989) ，爱荷华州锡达拉皮兹
- 加利福尼亚州普莱森特希尔的普莱森特希尔市政厅 (1991)
- 加利福尼亚州比佛利山的比佛利山市政中心(1992)
- 國立東華大學主校區(1992)
- 客西马尼圣公会大教堂，法戈，北达科他州(1992)
- 加州艺术中心，埃斯孔迪多，加利福尼亚州埃斯孔迪多(1993)
- 加州大学伯克利分校哈斯商学院(1995)
- 密歇根大学的 Lurie Tower (1995) [20]
- 佛罗里达州 Celebration 的预览中心（成为美国银行的分行）（1996 年）
- 位于马萨诸塞州威廉斯敦的威廉姆斯学院艺术博物馆
- 克里希那穆提中心 （页面存档备份，存于），Ojai，加利福尼亚
- 他的最后作品，位于华盛顿州塔科马的华盛顿州历史博物馆